# 가와노 겐이치
가와노 겐이치(일본어: 河野 健一, 1982년 9월 15일 ~ )는 일본의 전 축구 선수이다.

## 구단 경력
과거 로아소 구마모토에서 활동하였다.